# Condado de Twin Falls (Idaho)
El condado de Twin Falls (en inglés: Twin Falls County), fundado en 1907, es uno de los 44 condados del estado estadounidense de Idaho. En el año 2000 tenía una población de 64.284 habitantes con una densidad poblacional de 12.9 personas por km². La sede del condado es Twin Falls.

## Geografía
Según la Oficina del Censo, el condado tiene un área total de 4995 km² (1928,6 mi²), de la cual 4986 km² (1925,1 mi²) es tierra y 9 km² (3,5 mi²) (0.18%) es agua.

### Condados adyacentes
- Condado de Gooding - norte
- Condado de Jerome - noreste
- Condado de Cassia - este
- Condado de Elko - sur
- Condado de Owyhee - oeste
- Condado de Elmore - noroeste

### Carreteras
- - US 30
- - US 93
- - SH-50
- - SH-74

## Demografía
En el 2000 la renta per cápita promedia del condado era de $34,506, y el ingreso promedio para una familia era de $39,886. En 2000 los hombres tenían un ingreso per cápita de $30,058 versus $20,825 para las mujeres. El ingreso per cápita para el condado era de $16,678. Alrededor del 12.70% de la población estaba bajo el umbral de pobreza nacional.

## Ciudades
- Buhl
- Castleford
- Filer
- Hansen
- Hollister
- Kimberly
- Murtaugh
- Rogerson
- Twin Falls